# African-American Film Critics Association Awards 2019
Vítězové ocenění African-American Film Critics Association Awards byli oznámeni dne 11. prosince 2018.

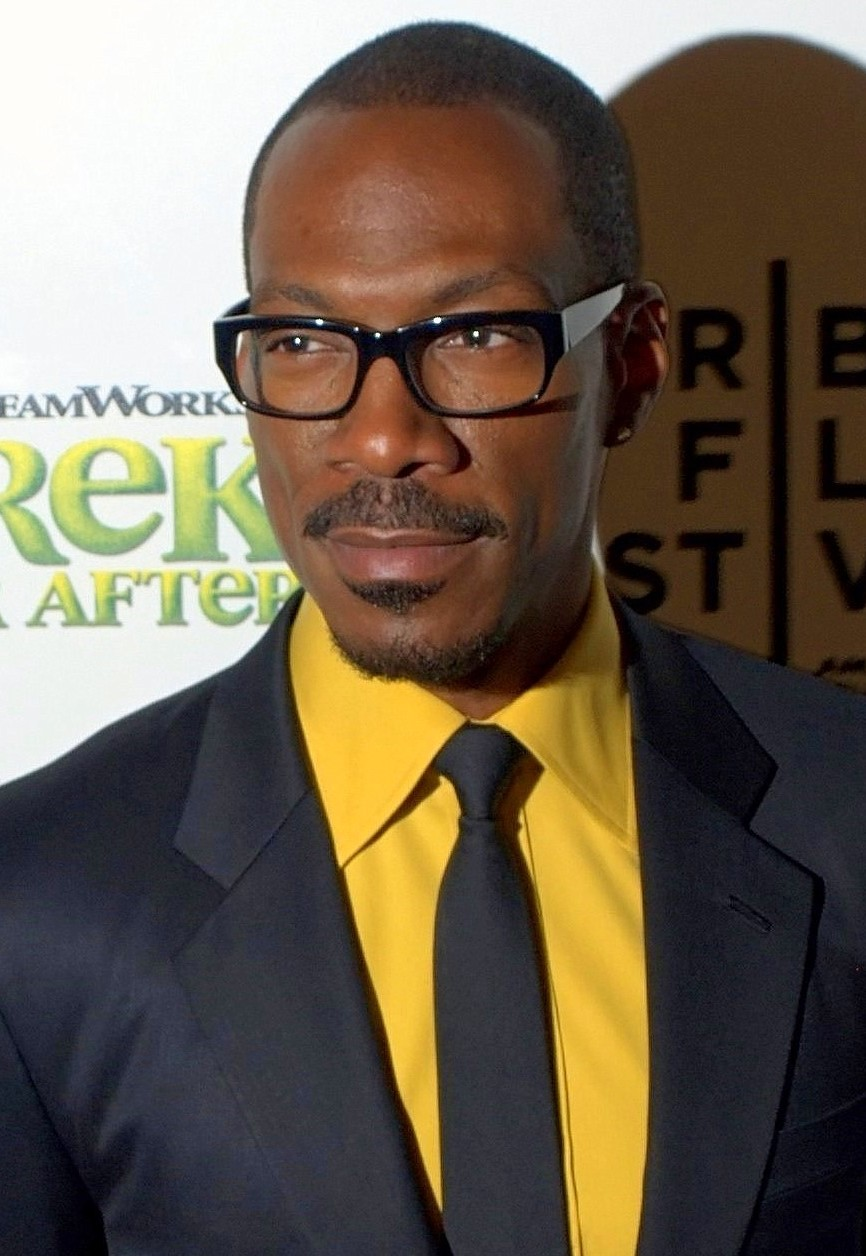
Eddie Murphy, vítěz v kategorii nejlepší mužský herecký výkon v hlavní roli za výkon ve filmu Jmenuju se Dolemite

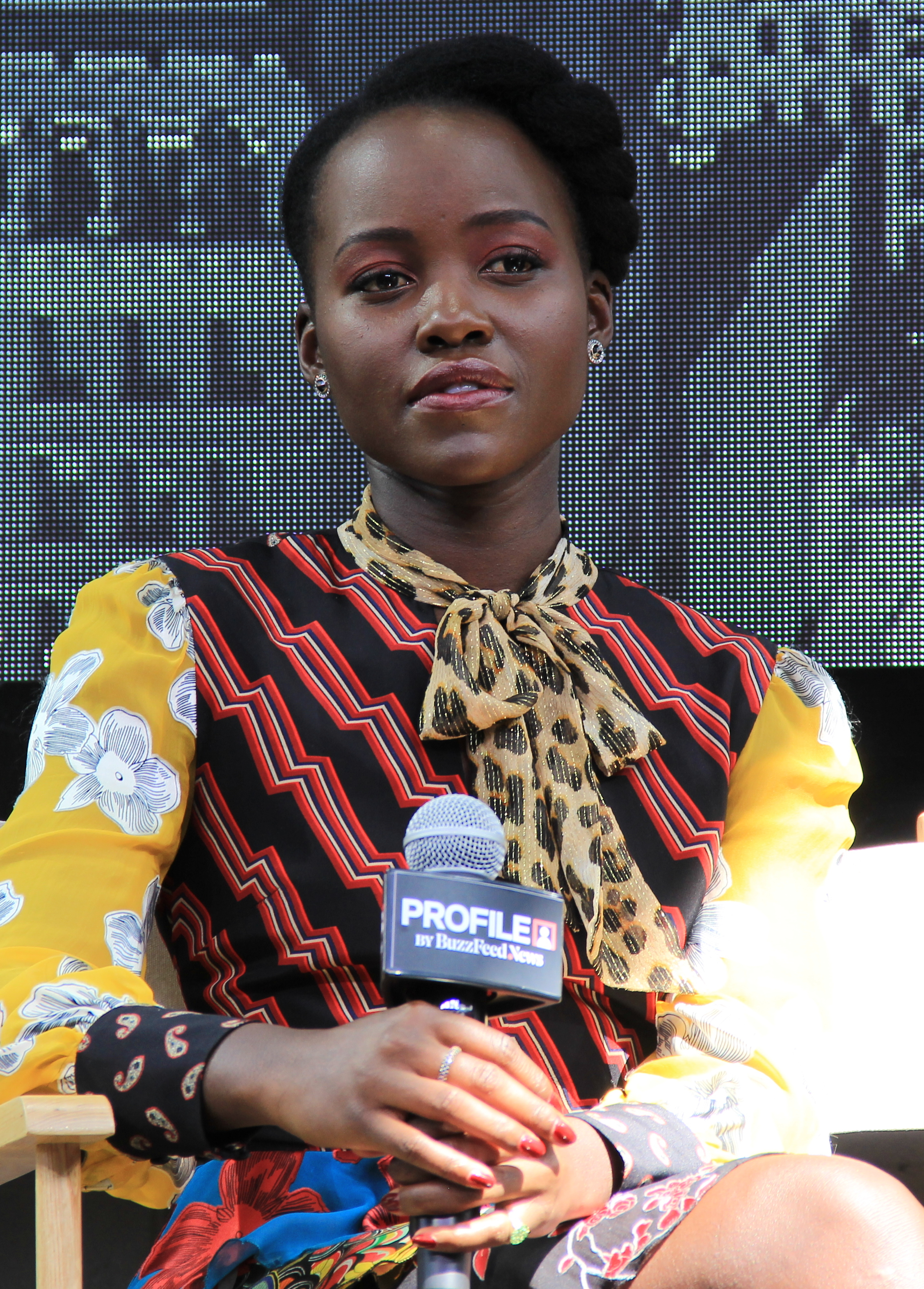
Lupita Nyong'o, vítězka v kategorii nejlepší ženský herecký výkon v hlavní roli za výkon ve filmu My

## Vítězové a nominovaní

### Žebříček nejlepších deseti filmů
1. My
2. Jmenuju se Dolemite
3. Obhájce nevinných
4. Clemency
5. Irčan
6. Queen & Slim
7. Waves
8. Parazit a Atlantique (remíza)
9. Malá lež
10. Harriet

### Vítězové
- Nejlepší herec: Eddie Murphy – Jmenuju se Dolemite
- Nejlepší herečka: Lupita Nyong'o – My
- Nejlepší režisér: Jordan Peele – My
- Nejlepší scénář: Pon Džun-ho – Parazit
- Nejlepší herec ve vedlejší roli: Jamie Foxx – Obhájce nevinných
- Nejlepší herečka ve vedlejší roli: Da'Vine Joy Randolph – Jmenuju se Dolemite
- Nejlepší nezávislý film: The Last Black Man in San Francisco
- Nejlepší mezinárodní film: Parazit
- Nejlepší animovaný film: Sněžný kluk
- Nejlepší dokument: The Black Godfather
- Objev roku: Kelvin Harrison, Jr. – Waves
- Ocenění Impact Award: Queen & Slim
- Ocenění We See You Award: Taylor Russell – Waves